# Výbor pro zdravotnictví Poslanecké sněmovny Parlamentu České republiky
Výbor pro zdravotnictví Poslanecké sněmovny Parlamentu ČR je jedním z výborů, které si může Poslanecká sněmovna zřídit.
Ve volebním období 2013–2017 ho vedl Rostislav Vyzula z (ANO 2011).

## Předsedové výboru v historii

### Výbor pro zdravotnictví
| Předseda         | Strana | Strana | Doba vykonávání úřadu | Foto |
| ---------------- | ------ | ------ | --------------------- | ---- |
| David Rath       |        | ČSSD   | 2006–2009             |      |
| Jaroslav Krákora |        | ČSSD   | 2009–2010             |      |
| Boris Šťastný    |        | ODS    | 2012–2013             |      |
| Rostislav Vyzula |        | ANO    | 2013–2017             |      |
| Věra Adámková    |        | ANO    | 2017–2021             |      |
| Bohuslav Svoboda |        | ODS    | 2021–2023             |      |

## Výbor pro zdravotnictví (24.11.2017 – 21.10.2021)

### Místopředsedové výboru
- MUDr. Jiří Běhounek
- MUDr. Miloslav Janulík
- MUDr. Vít Kaňkovský
- Doc. MUDr. Bohuslav Svoboda, CSc.
- prof. MUDr. Julius Špičák, CSc.
- Ing. Petr Třešňák

## Výbor pro zdravotnictví (27.11.2013 – 26.10.2017)

### Místopředsedové výboru
- MUDr. Leoš Heger CSc.
- MUDr. Vít Kaňkovský
- MUDr. David Kasal
- MUDr. Jaroslav Krákora
- Mgr. Soňa Marková
- Doc. MUDr. Bohuslav Svoboda CSc.

## Výbor pro zdravotnictví (24.06.2010 – 28.08.2013)

### Místopředsedové výboru
- MUDr. Jaroslav Krákora
- Mgr. Soňa Marková
- prof. MUDr. Aleš Roztočil CSc.
- Ing. Igor Svoják, Ph.D. MBA
- Bc. Marek Šnajdr
- MUDr. Jiří Štětina

## Výbor pro zdravotnictví (12.09.2006 – 03.06.2010)

### Místopředsedové výboru
- Ing. Jiří Carbol
- Ing. Kosta Dimitrov
- Jiřina Fialová
- MUDr. Jozef Kochan
- MUDr. Boris Šťastný